# Ааронс, Лерой
Лерой «Рой» Ф. Ааронс (англ. Leroy "Roy" F. Aarons; 8 декабря 1933 — 28 ноября 2004) — американский журналист, редактор, писатель, драматург. Основал Национальную ассоциацию журналистов геев и лесбиянок (The National Lesbian & Gay Journalists Association — NLGJA). Он также является одним из основателей Института журналистского образования Роберта Мейнарда. В 2005 году Лерой Ааронс был введён в зал славы Национальной ассоциации журналистов геев и лесбиянок.

## Биография
Ааронс родился в Бронксе, Нью-Йорк 8 декабря 1933 года в семье латвийских иммигрантов. Его мать умерла от рака желудка, когда Лерою было 3 года. Ааронс с отличием окончил Брауновский университет и получил степень магистра на факультете журналистики Колумбийского университета (en:Columbia University Graduate School of Journalism). Он служил в ВМФ США. В 1962 году Ааронс был принят на работу в газету The Washington Post, где проработал 14 лет.
Рой Ааронс умер 28 ноября 2004 года от рака.

## Экранизации
- Молитвы за Бобби